# 도부츠쇼기

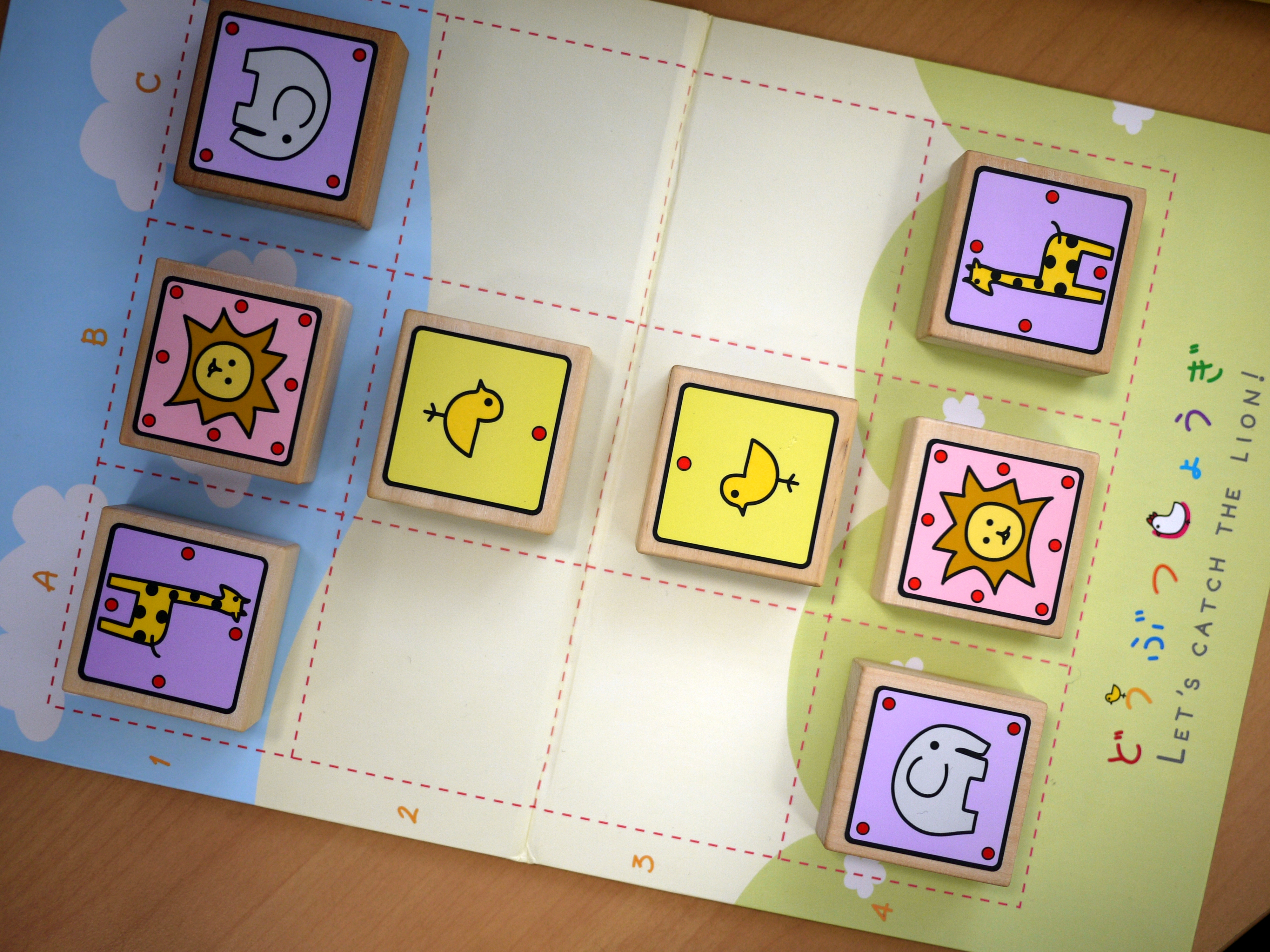
동물쇼기

도부츠쇼기 (どうぶつしょうぎ) 혹은 동물쇼기는 3×4의 게임판을 써서 장기의 말을 간략화한 변형 쇼기 중 하나이다. 주로 쇼기가 보급되지 않는 세대를 위한 게임으로 여류기사인 기타오 마도카가 규칙을 고안해 걑은 여류 기사 후지타 마이코가 디자인하고 2008년, 이 2명이 소속된 일본여자프로쇼기협회 (LPSA)에서 발표하였고 인기를 모았다. 대한민국의 게임 리얼리티 방송 프로그램 더 지니어스에서 이 게임을 더 변형한 게임으로 십이장기 (十二將棋) 가 등장하였다.
그림의 방법으로 놓은 다음, 병아리는 한 칸 앞으로, 기린은 상하좌우로 한칸, 코끼리는 대각선으로 한 칸, 사자는 어떤 방향으로도 한 칸 움직일 수 있다. 사자가 잡히면 게임이 끝난다. 단, 병아리는 끝까지 도착하면 닭으로 변신한다.

## 말의 이동
<|:그 방향으로 한 칸 움직일 수 있다.>
\ | /        |       \    /       |               \|/
-사자-     -기린-      코끼리     병아리       ->    -닭-
/ | \        |       /    \                        |

## 같이 보기
- 변형 쇼기